# Heinrich Reisenbauer
Heinrich Reisenbauer (* 29. Juli 1938 in Kirchau; † 21. Februar 2025 in Maria Gugging, Klosterneuburg) war ein österreichischer Künstler und Vertreter der Art brut.

## Leben
Heinrich Reisenbauer wuchs im südlichen Niederösterreich auf einem Bauernhof auf. Er besuchte das Gymnasium, erkrankte aber vor der Matura und war ab 1956 in der Heil- und Pflegeanstalt Gugging (heute Niederösterreichische Landesnervenklinik Gugging) untergebracht. 
Johann Feilacher wurde auf das künstlerische Talent von Reisenbauer aufmerksam und lud ihn 1986 ein, in das Haus der Künstler zu ziehen, wo er bis zu seinem Tod lebte und künstlerisch tätig war.

## Werk
Im Jahr 1986 entstanden erste Zeichnungen, die Reisenbauers späteren Stil erahnen lassen: Wiederholungen von Bäumen oder Menschen. Ab 1989 lassen sich die typischen seriellen Darstellungen eines bestimmten Motivs erkennen. Vor allem Alltagsgegenstände wie Tische, Becher, Stühle, Flaschen, Regenschirme oder Objekte aus der Natur wie Blumen oder die Sonne. Anfangs bevorzugt Reisenbauer kleine Bildformate. Er zeichnet mit Blei- und Farbstiften. Ab den 1990er-Jahren entstanden größere Papierarbeiten und ab dem Jahr 2000 zeichnete und malte er mit schwarzem Edding und Acrylfarben auf großformatige Leinwände. 
Alle seine Werke vereint eine einheitliche formale Gestaltung. Mit schwarzen Umrisslinien zeichnete Reisenbauer das Motiv auf einen weißen Grund und kolorierte anschließend seine Zeichnungen. Er bevorzugte eine monochrome Farbgebung, bei der die Farben Gelb, Rot, Blau und Grün das künstlerische Schaffen dominierten. 
Ein weiteres, markantes Merkmal in seinen Bildern sind die horizontalen und vertikalen Wiederholungen, Reihungen eines Motivs. Anders als etwa bei Andy Warhol, der Motive farblich variierte, zeichnete Reisenbauer vielmehr jedes Element mehrfach in unterschiedlichen, jedoch ähnlichen Formen bei gleicher Farbgebung. Die Bild- und Objektcollagen von Peter Roehr aus den 1960er Jahren sind dem künstlerischen Ansatz von Reisenbauer verwandt. 

## Rezeption
Der schottische Modeschöpfer Christopher Kane kreierte eine Kollektion, zu der er sich 2016 vor Ort in Gugging vor allem von den Werken von Heinrich Reisenbauer und Johann Korec inspirieren ließ. Die aus diesem Besuch resultierende Pre-Fall Collection wurde im Januar 2017 erstmals in Kanes Showroom in Paris präsentiert.
Das Art Museum Versi in Südkorea widmete Heinrich Reisenbauer 2023 eine Einzelausstellung.

## Auszeichnungen
- 1990: Oskar-Kokoschka-Preis, gemeinsam mit der Gruppe der Künstler aus Gugging.